# Dicaeum maugei
Dicaeum maugei е вид птица от семейство Dicaeidae.

## Разпространение
Видът е разпространен в Индонезия и Източен Тимор.